# 위너 (1996년 영화)
《위너》(The Winner)는 오스트레일리아에서 제작된 알렉스 콕스 감독의 1996년 코미디, 범죄, 스릴러 영화이다. A Darker Purpose라는 희극에 기반을 둔다. 레베카 드 모네이 등이 주연으로 출연하였고 켄 슈웬커 등이 제작에 참여하였다.

## 출연

### 주연
- 레베카 드 모네이
- 빈센트 도노프리오
- 델로이 린도
- 마이클 매드슨
- 빌리 밥 손튼

### 조연
- 리차드 에드슨
- 사베리오 구에라
- 프랭크 월리

## 기타
- 원작자: 웬디 리스
- 공동제작: 웬디 리스
- 공동제작: 제레미아 사무엘즈
- 라인프로듀서: 로렌조 오브라이언
- 라인프로듀서: 다릴 M. 실버
- 라인프로듀서: 더라 웨인트롭
- 미술: 세실리아 몬티엘
- 의상: 낸시 스타이너
- 배역: 진 맥칼디